# Милашка
Милашка — упразднённая деревня в Башмаковском районе Пензенской области. Входила в состав Бояровского сельсовета. Ликвидирована в 2001 г.

## География
Располагалась в 5 км к северо-востоку от села Каменка, в верховье реки Машня.

## История
Основана во 2-й половине XVIII в. Входила в состав Моршанского уезда Тамбовской губернии. После революции в составе Бояровского сельсовета. В разные годы деревня была отделением колхоза «9-й съезд ВЛКСМ» и «Красное Знамя». Опустела в начале 1990-х годов.

## Население
Динамика численности населения деревни:
| Год             | 1862 | 1881 | 1897 | 1913 | 1926 | 1934 | 1959 | 1979 | 1989 |
| --------------- | ---- | ---- | ---- | ---- | ---- | ---- | ---- | ---- | ---- |
| Население, чел. | 335  | 439  | 451  | 555  | 593  | 611  | 306  | 42   | 12   |